# 春秋分紀
《春秋分纪》，宋朝经学著作。九十卷，南宋程公说著。程公说，字伯刚，号克斋，四川丹稜人，经学家。
书前有开禧乙丑（1205年）自序，由程公说之弟于淳祐三年（1243年）刊成。分《年表》九卷，《世谱》七卷，《名谱》二卷，《书》二十六卷，《周天王事》二卷，《鲁事》六卷，《大国世本》二十六卷，《次国》二卷，《小国》七卷，附录三卷。此书考核春秋经文，发明经意。仿司马迁《史记》之例，年表首列周与列国，后为夫人以下与执事诸卿，皆各为一篇；世谱叙王族、公族及诸臣，每国为一篇；名谱记叙名列《春秋》的人物，分五类排列。